# Helmut Newton
Helmut Newton (nato Helmut Neustädter; Berlino, 31 ottobre 1920 – Los Angeles, 23 gennaio 2004) è stato un fotografo tedesco naturalizzato australiano, famoso in particolare per i suoi studi sul nudo femminile.

## Biografia

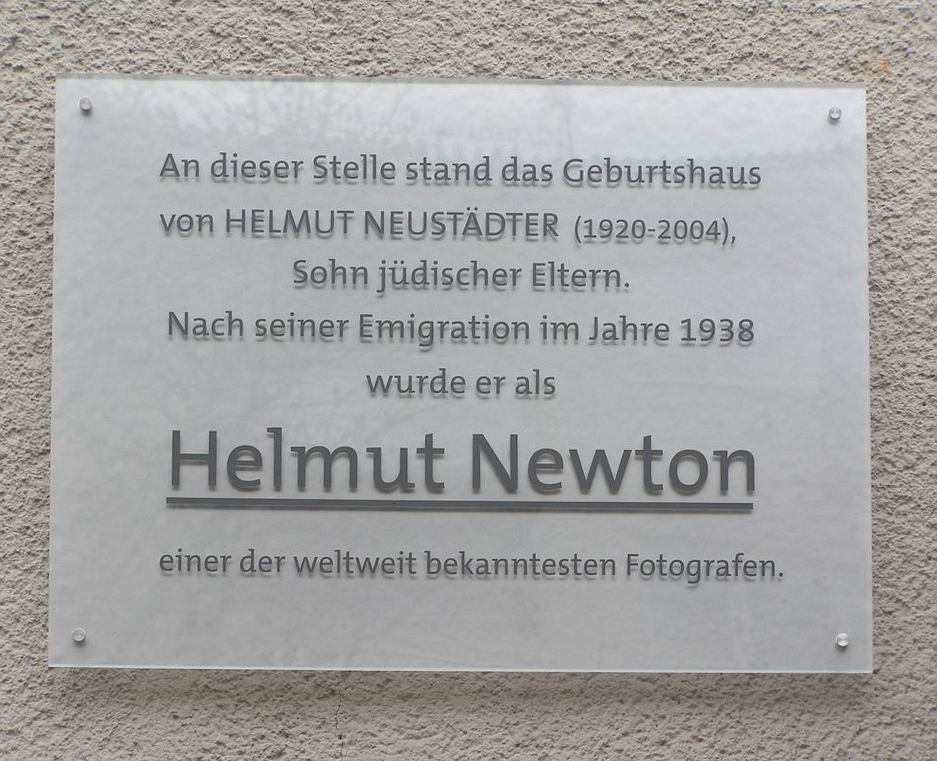
La targa commemorativa posta sull'edificio di nascita di Helmut Newton a Berlino

Nato a Berlino nel quartiere di Schöneberg da una famiglia ebrea, figlio di Klara "Claire" Marquis e Max Neustädter che erano proprietari di una fabbrica di bottoni, cresciuto nella buona borghesia berlinese degli anni venti-trenta, frequenta il Heinrich von Treitschke Realgymnasium e la Scuola Americana a Berlino. Interessato alla fotografia fin da piccolo già a 12 anni acquista la sua prima macchina fotografica, e dal 1936 inizia a lavorare con la fotografa tedesca Elsie Neulander Simon, conosciuta come Yva. A seguito delle leggi razziali naziste lascia la Germania nel 1938 imbarcandosi a Trieste sul piroscafo "Il Conte Rosso" e si rifugia a Singapore, lavorando come fotografo per il Singapore Straits Times.
In seguito venne internato dalle autorità britanniche di Singapore e venne espulso in Australia con la RMS Queen Mary. Arrivò a Sydney il 27 novembre 1940 e venne portato al campo d'internamento di Tatura (Victoria) dove rimase fino al 1942 dopo aver lavorato brevemente come raccoglitore di frutta. Nell'aprile del 1942 entrò nell'esercito australiano dove si occupò di guidare camion dell'esercito. Nel 1946 diventò cittadino australiano e cambiò il suo cognome da Neustädter a Newton, che è la quasi esatta traduzione in inglese del suo cognome tedesco.
Il 13 maggio 1948 sposa l'attrice australiana June Browne nota come fotografa con lo pseudonimo di "Alice Springs" (dal nome dell'omonima città australiana). Dopo la guerra lavora come fotografo freelance producendo scatti di moda e lavorando con riviste come Playboy. Dalla fine degli anni cinquanta in poi si concentra sulla fotografia di moda. Si stabilisce a Parigi nel 1961 e intraprende una carriera come fotografo di moda professionista. I suoi scatti appaiono su varie riviste tra cui i magazine di moda Vogue, L'Uomo Vogue, Harper's Bazaar, Elle, GQ, Vanity Fair, Max e Marie Claire. Il suo particolare stile è caratterizzato dall'erotismo patinato, a volte con tratti sado-masochistici e feticistici.
Un attacco di cuore nel 1970 rallenta la sua produzione ma aumenta la sua fama, in particolare con la serie "Big Nudes" del 1980 che segna la vetta del suo stile erotico-urbano, sostenuto con un'eccellente tecnica fotografica. Crea inoltre molti ritratti e altri studi fotografici e incomincia a lavorare per Chanel, Gianni Versace, Blumarine, Yves Saint Laurent, Louis Vuitton, Borbonese e Dolce & Gabbana. Nel 1984 insieme a Peter Max realizza il video dei Missing Persons Surrender your Heart. Nell'ottobre 2003 dona una collezione di foto alla fondazione Preußischer Kulturbesitz a Berlino. È attualmente esposta al Museo della Fotografia (Museum für Fotografie) vicino alla stazione di Berlino Giardino Zoologico nel quartiere di Charlottenburg.

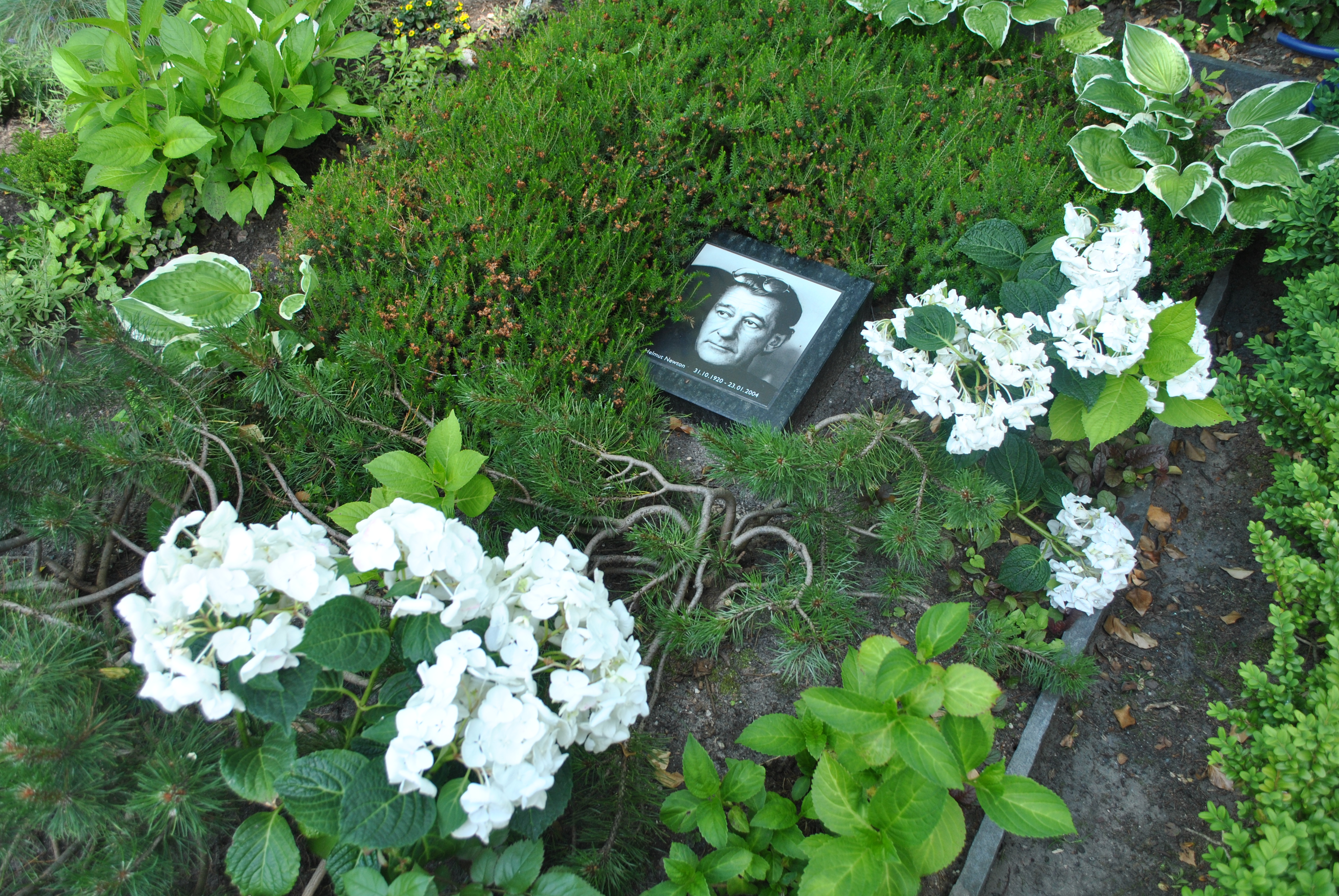
Städtischer Friedhof III, Berlino, Germania

Successivamente vive a Monte Carlo e Los Angeles. Muore in seguito a un incidente stradale al Cedars-Sinai Medical Center, dopo essersi schiantato con il suo SUV Cadillac SRX contro un muro nei pressi dell'hotel Chateau Marmont sul Sunset Boulevard. Le sue spoglie sono state poste a Berlino nell'area ebraica del Cimitero di Friedenau e la sua tomba è collocata a qualche metro da quella di Marlene Dietrich.

## Onorificenze e premi

### Premi
- 1990: Grand Prix national de la photographie, Parigi
- 2004: Lucie Award, New York

## Opere
- Marshall Blonsky & Helmut Newton, Private Property, Schirmer Art Books, 1989
- Guy Featherstone, Helmut Newton's Australian years, in The La Trobe Journal, The State Library of Victoria Foundation, No 76, Spring, 2005
- Klaus Honnef & Helmut Newton, Helmut Newton: Portraits, Schirmer Art Books, 1986
- Klaus Neumann, In the Interest of National Security: Civilian Internment in Australia during World War II, Canberra: National Archives of Australia, 2006.
- Helmut Newton, White Women, New York: Congreve, 1976
- Helmut Newton, Sleepless Nights, New York: Congreve, 1978
- Helmut Newton, Big Nudes, Paris: Éditions du Regard, 1981
- Helmut Newton, They're Coming!, Paris: French Vogue, 1981
- Helmut Newton, World Without Men, New York: Xavier Moreau, 1984
- Helmut Newton & June Newton, Helmut Newton Work, edited by Manfred Heiting, Taschen, 2000
- Helmut Newton, Sumo, Taschen, 2000
- Helmut Newton, Autobiography, Nan A. Talese, 2003
- Helmut Newton, A Gun for Hire, edited by June Newton, Taschen, 2005
- Helmut Newton, Playboy: Helmut Newton, Chronicle Books, 2005